# Coupe d'Europe de hockey sur glace 1984-1985
Navigation
Coupe d'Europe 1983-1984 Coupe d'Europe 1985-1986
La saison 1984-1985 est la 20e édition de la Coupe d'Europe de hockey sur glace.

## Premier tour
| Équipe 1               | Score             | Équipe 2              |
| ---------------------- | ----------------- | --------------------- |
| Vissers Nijmegen       | 19:0, 26:0        | Hiversport Luxembourg |
| CS Megève              | 10:1, 12:4        | Rockets de Dundee     |
| HC Davos               | 17:4, 7:1         | Ferencvárosi TC       |
| HDD Olimpija Ljubljana | 6:5, 4:5 (3:2 TF) | HK CSKA Sofia         |
| Club Hielo Jaca        | 1:14, 4:7         | HC Steaua Bucurest    |

 Tappara Tampere,   
 VEU Feldkirch,   
 HC Bolzano,   
 Sparta Sarpsborg,  
 TMH Polonia Bytom  :  qualifiés d'office

## Second tour
| Équipe 1          | Score             | Équipe 2               |
| ----------------- | ----------------- | ---------------------- |
| CS Megève         | 1:14, 5:15        | Tappara Tampere        |
| HC Davos          | 11:2, 6:6         | VEU Feldkirch          |
| HC Bolzano        | 11:5, 4:6         | Sparta Sarpsborg       |
| TMH Polonia Bytom | 6:4, 6:3          | HC Steaua Bucurest     |
| Vissers Nijmegen  | 4:5, 4:3 (1:0 TF) | HDD Olimpija Ljubljana |

 AIK IF,   
 Kölner EC,
 Dynamo Berlin,   
 Dukla Jihlava,  
 CSKA Moscou : qualifiés d'office.

## Troisième tour
| Équipe 1          | Score             | Équipe 2      |
| ----------------- | ----------------- | ------------- |
| CSKA Moscou       | 10:1, 7:4         | HC Davos      |
| Tappara Tampere   | 6:9, 1:4          | Dukla Jihlava |
| Vissers Nijmegen  | 3:8, 2:10         | AIK           |
| HC Bolzano        | 1:6, 3:9          | Kölner EC     |
| TMH Polonia Bytom | 3:1, 4:6 (3:1 TF) | Dynamo Berlin |

## Groupe final
| Équipe 1      | Score | Équipe 2          |
| ------------- | ----- | ----------------- |
| Dukla Jihlava | 5:3   | Kölner EC         |
| AIK IF        | 3:0   | TMH Polonia Bytom |
| CSKA Moscou   | 9:3   | Kölner EC         |
| Dukla Jihlava | 10:0  | TMH Polonia Bytom |
| CSKA Moscou   | 11:0  | TMH Polonia Bytom |
| AIK IF        | 3:1   | Dukla Jihlava     |
| CSKA Moscou   | 5:1   | AIK IF            |
| Kölner EC     | 5:4   | TMH Polonia Bytom |
| CSKA Moscou   | 6:4   | Dukla Jihlava     |
| Kölner EC     | 6:3   | AIK IF            |

### Classement du groupe final
| Place | Équipe            | Points |
| 1     | CSKA Moscou       | 8      |
| 2     | Kölner EC         | 4      |
| 3     | Dukla Jihlava     | 4      |
| 4     | AIK IF            | 4      |
| 5     | TMH Polonia Bytom | 0      |

## Bilan
Le CSKA Moscou remporte la 20e Coupe d'Europe.